# しもつかれ

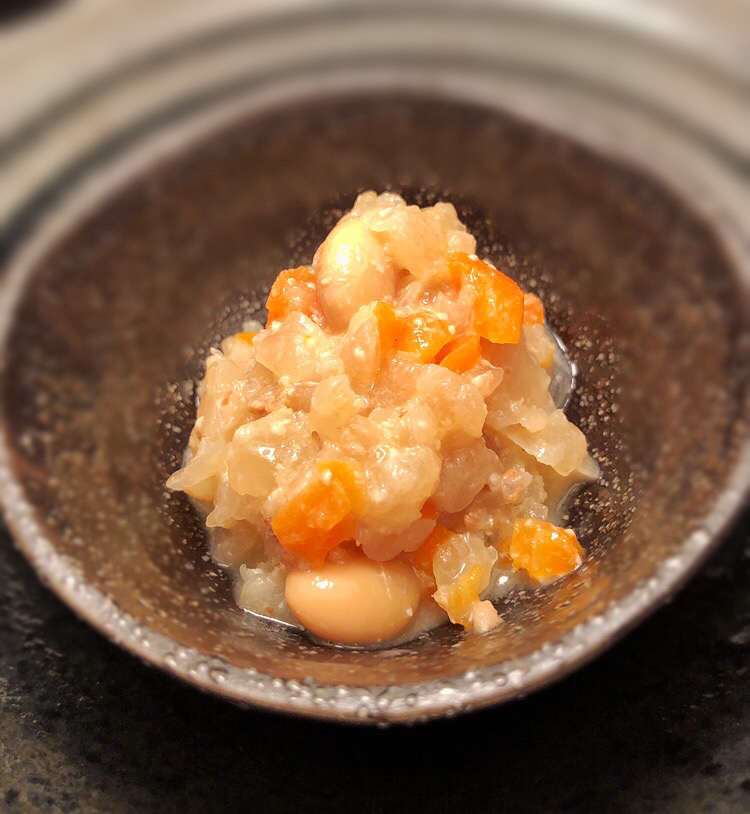
しもつかれ：大豆・鮭頭・酒粕等で煮込む。完成品例

しもつかれとは北関東地方（栃木県全域、茨城県西部、埼玉県東部、千葉県北部、福島県の南奥会津や但馬など各県の一部地域なども）に分布する伝統の郷土料理で、初午の日に作り赤飯とともに稲荷神社に供える行事食。鮭の頭と大豆、根菜、酒粕を煮込んだ料理である。地域によりしもつかり、しみつかり、しみつかれ、すみつかれ、すみつかりとも呼ぶ。特に栃木県では、同県を代表する郷土料理として認知されている。

## 概要

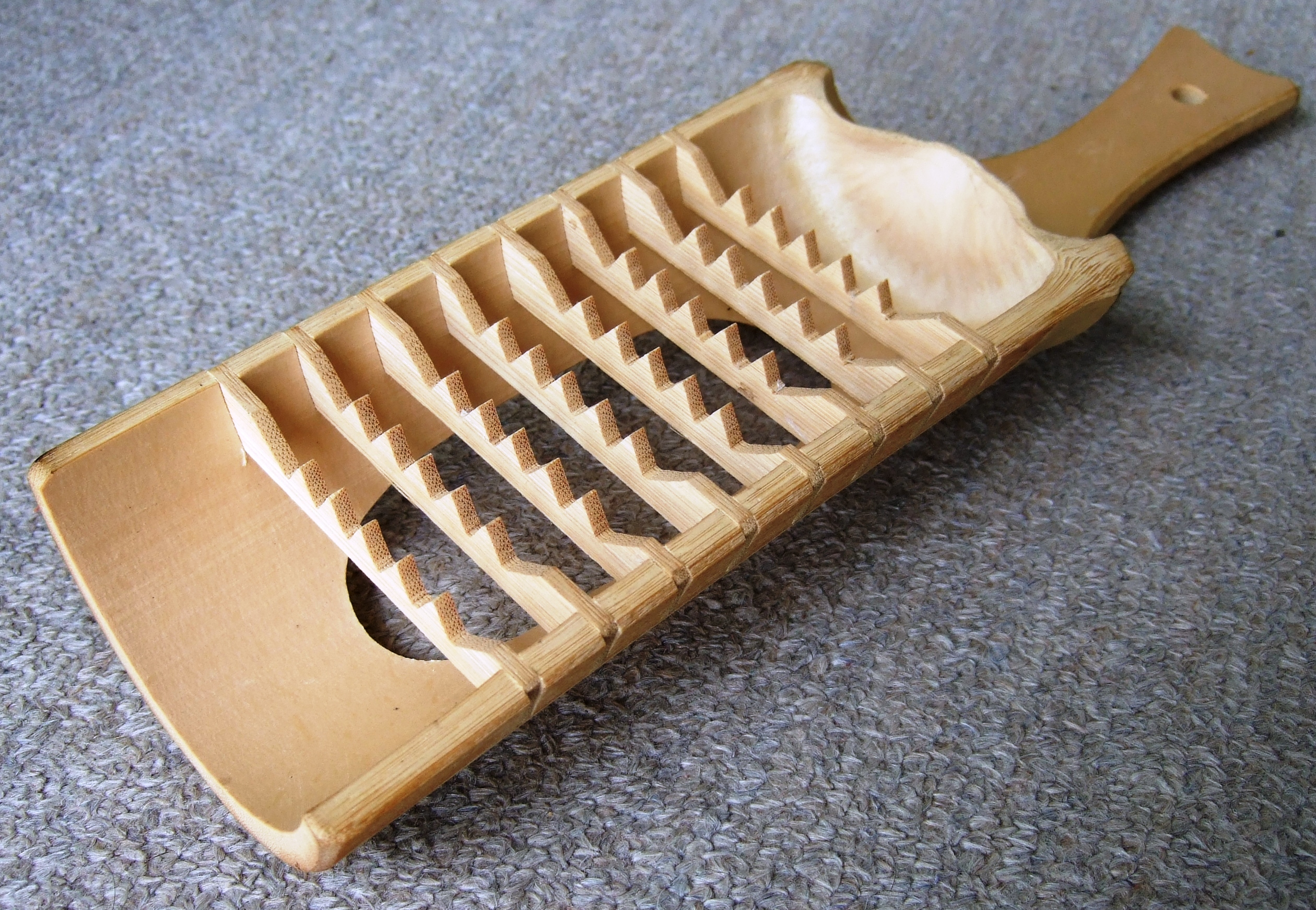
鬼おろし

鮭（新巻鮭）の頭・大豆（節分に撒いた残り）・人参・その他の余り物を細切れにし、大根を目の粗い竹製の大根おろし器の「鬼おろし」で粗くすり下ろして酒粕と共に煮込んだ料理で、独特な味や香り、その外見から、好き嫌いが激しく分かれる。最近は鮭の頭を焼くなど下拵えを丁寧にして生臭さを抑えたり、旅館で高級な器に見栄え良く盛り付けたりして、若い世代や県外観光客にも食べやすくする工夫がされている。
「しもつかれを三軒（七軒ともいう）食べ歩くと中気にならない」や「なるべく多くの家のしもつかれを食べると無病息災」など、しもつかれには様々な伝承が伝えられ、現在でも重箱に入れて隣近所でやりとりする風習がある地域もある。道の駅日光では毎年2月、多くのしもつかれを味わえる「全日本しもつかれコンテスト」を開いている。
2007年12月18日に農林水産省の主催で選定された農山漁村の郷土料理百選において、しもつかれがちたけそばとともに栃木県を代表する郷土料理として選出されている。

## 語源
しもつかれの語源については諸説ある。
- 味がしみ込んだ又は冷たいことを意味する「しみつかる」であるとする説[3]
- 酢をかけて食べたことに由来し『宇治拾遺物語』などにみえる「酢むつかり」を起源とする説[3]
- 「下野家例」の訛りで「下野ばかり」であるとする説[3]

## 備考

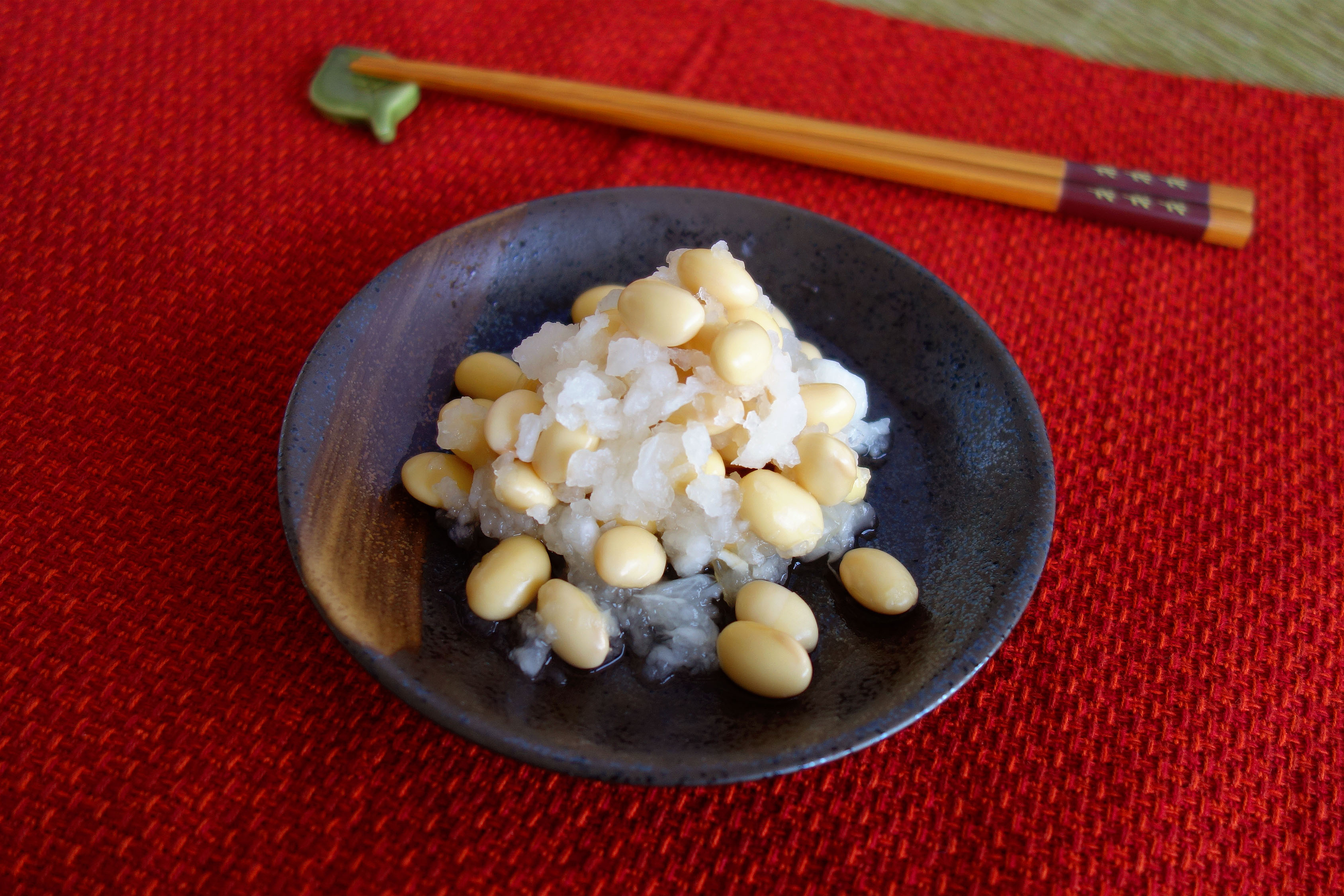
およそ100年～200年前までは、大豆と大根おろしのシンプルな食べ物であった。

森高千里の代表曲の1つで、後にミニモニ。もカバーした『ロックンロール県庁所在地』の歌詞に「しもつかれ」が登場している。
塩原温泉郷では、しもつかれにカレーを加えて語呂合わせした「しもつカレー」をご当地グルメとしている。
2014年8月には栃木青年会議所創立55周年記念事業として制作された短編映画「しもつかれガール」（谷村美月主演）が公開された
。
2017年11月13日から期間限定で、カルビーにより「ポテトチップスしもつかれ味」が販売された。
『宇治拾遺物語』から『慈恵僧正戒壇築きたる事』を脚色した絵本『しもつかれはじめてものがたり〜すむつかりとおぼうさま！〜』が発行されている。
1830年（文政13年）に発行された喜多村信節著『嬉遊笑覧』に紹介されているしもつかれは、大豆と大根おろしをお酢で締めた食べ物であり、これを基に「とちぎ食育向上委員会」を中心とした食品会社4社などの協力によって『江戸時代のしもつかれ』として再現され、旧暦で初午の日であった2021年3月23日に鹿沼市の保育園おいて給食時の一品として提供された。
2023年、しもつかれの普及を目指す市民団体「しもつかれブランド会議」により、しもつかれをつくる際の作業唄である「野州鬼おろし唄」が作られた。
2025年1月、瓶詰めのしもつかれである「ご飯にかけるしもつかれ」が開発され、販売されている。

## 類似した料理
新潟県柏崎市にはしもつかれと類似した伝統料理があり、しょっから煮（大根のしょっから煮）と呼ばれている。この料理は鮭のあらに、鬼おろしですり下ろした大根、酒粕、味噌を加えて煮込んで作る。しもつかれとの関連性は定かではない。